# Joseph Arène
Pour les articles homonymes, voir Arène.
Joseph Arène est un résistant, homme politique et médecin français.

## Biographie
Né en 1889, Joseph Arène fait ses études au lycée de garçons de Nîmes puis à la Faculté de médecine de Lyon, où il soutient une thèse en 1914.
En 1914, il est volontaire dans une unité médicale, où il s’illustre en obtenant trois citations. Envoyé sur le front d’Orient en 1916, il y reste jusqu’en 1919.
De retour à Bagnols-sur-Cèze, il s’installe comme médecin. Il est élu maire de la ville dès 1919, mais n’occupe ce poste qu’un an ; il est ensuite conseiller général du canton de Bagnols-sur-Cèze de 1920 à 1926. Il se retire de la vie civile dès 1926 pour ne plus se consacrer qu’à la médecine. Travaillant au dispensaire, il ouvre ensuite une clinique de radiologie.
En 1939, il est mobilisé comme médecin-chef de l’hôpital d’Uzès, puis rejoint l’année suivante Tournon. Démobilisé en juillet, il cherche à convaincre ses confrères médecins d’entrer en résistance ; ainsi accueille-t-il Pierre Rouquès dans sa clinique. Il rédige des certificats médicaux permettant de protéger des personnes menacées d’arrestation. Fin 1943, il fonde une antenne du Front national dans la région de Bagnols. Ce groupe ayant été démantelé quelques mois après, il prend contact avec Henri Warryn
responsable des Mouvements unis de la Résistance de l’arrondissement. En mars 1944, Michel Bruguier les désigne pour remplacer des dirigeants ayant dû quitter leur poste ; Arène prend en charge l’organisation des services de santé clandestins dans le Gard rhodanien. Il mobilise le personnel de la clinique Conti, mais aussi un réseau de médecins et d’infirmières des alentours. Risquant l’arrestation, il doit quitter Bagnols pour se réfugier dans une ferme du Pin jusqu’en août 1944.
Après la Libération, il organise la formation du comité local de libération de Bagnols dont Oscar Savournin prend la tête. Il est nommé quelques jours après au comité départemental au titre du MLN. Dès le 16 septembre, il s’élève avec Louis Duplan contre les excès de l’épuration et demande la fin de la justice d’exception des
cours martiales.
Il démissionne du CDL dès novembre 1944, pour s’engager comme médecin commandant et continuer le combat. Après la fin des hostilités, il obtient la médaille de la Résistance et rentre à Bagnols où il fonde une clinique obstétricale.
Il meurt en 1976. Sa fille Simone avait également pris part à la Résistance.